# Kozinecká stráň
Kozinecká stráň je přírodní památka jihozápadně od obce Hřivice v okrese Louny. Oblast spravuje Agentura ochrany přírody a krajiny ČR. Důvodem ochrany je fragmenty teplomilné doubravy s řadou význačných chráněných druhů rostlin a s bohatou populací třemdavy bílé (Dictamnus albus).
Lesní stráň, 1,2 km JJZ směrem od vesnice Markvarec na území přírodního parku Džbán. Přírodní památka slouží k ochraně teplomilné doubravy s příměsí buku (Fagus) a habru (Carpinus) na opukovém podloží Džbánu. Z dalších chráněných rostlin se zde vyskytují okrotice bílá (Cephalanthera damasonium), plamének přímý (Clematis recta), medovník velkokvětý (Melittis melissophyllum) a zimostrázek nízký (Polygala chamaebuxus). Podél horního okraje stráně probíhá červená turistická značka z Třeskonic přes Výrov, okolo lovecké boudy do Konětop, na Pravdu a do Domoušic.